# オギ
オギ（荻、学名:Miscanthus sacchariflorus）とはイネ科ススキ属の植物の一種である。
草丈は1-2.5mほどで、河川敷などの湿地に群落を作る身近な多年草である。日本（北海道から九州）や朝鮮半島、中国大陸に分布している。葉は40-80cmと長く、幅は1-3cm程度であり、中央脈がはっきりしている。花期は9-10月、穂は25-40cmほどであり、小穂が多数互生している。茎は硬くて節を持ち、つやがある。
ススキによく似ているが、オギは地下茎で広がるために株立ちにならない（ススキは束状に生えて株立ちになる）。ススキと違い、オギには芒がない。また、ススキが生えることのできる乾燥した場所には生育しないが、ヨシよりは乾燥した場所を好む。穂はススキよりも柔らかい。
かつては茅葺の屋根の材料として広く用いられていた。

## 外部リンク

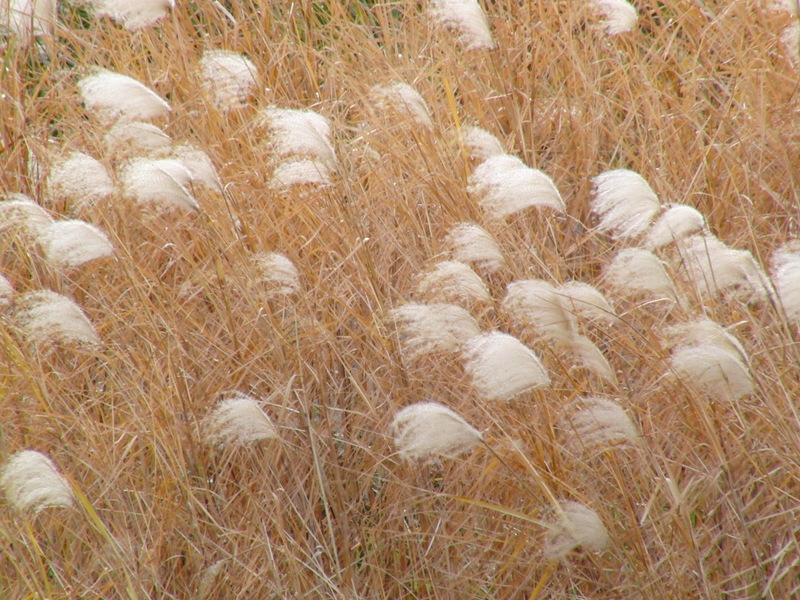
オギの穂